# Percy Molteno
Percy Alport Molteno (12 de setembro de 1861 - 19 de setembro de 1937) foi um advogado nascido na Cidade do Cabo, diretor de empresas, político e filantropo que serviu como membro do Parlamento do Cabo de 1906 a 1918.

## Educação e carreira

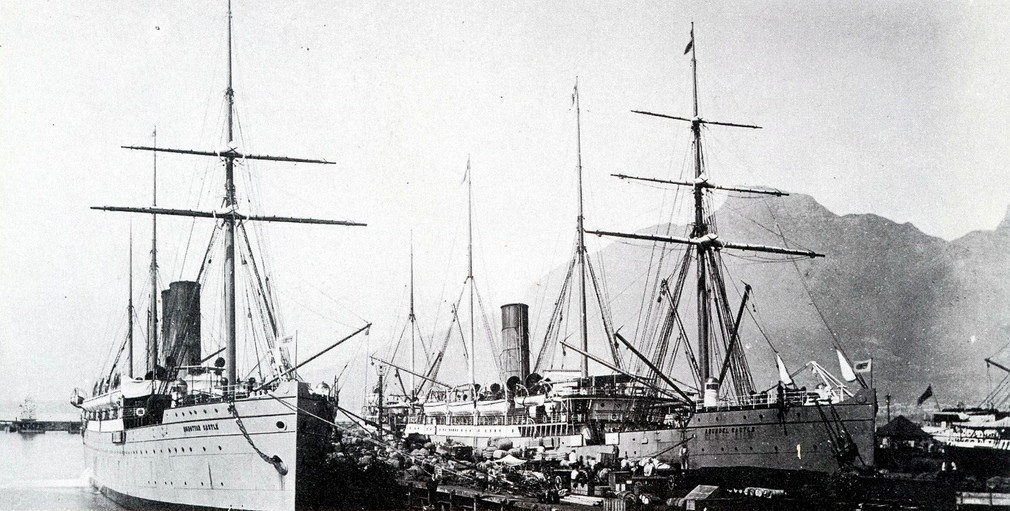
Navios do Union-Castle no porto de Cape Town. Início do século XX

Molteno nasceu na Colônia do Cabo, o segundo filho de John Molteno, um imigrante anglo-italiano que mais tarde serviu como primeiro Primeiro Ministro do Cabo. Seu pai o nomeou em homenagem a seu velho amigo e colega de trabalho, Percy John Alport. Ele frequentou o Diocesan College, ficou em primeiro lugar nos exames e obteve honras acadêmicas no Trinity College, Cambridge, antes de ser chamado para o Bar no Inner Temple, em Londres.
Após se qualificar como advogado e exercer advocacia no Cabo por vários anos, mudou-se para a Grã-Bretanha para aceitar uma parceria no escritório da Donald Currie & Company, pertencente a Union Castle Company.
Como presidente da Union Castle Company, ele supervisionou uma expansão maciça nas linhas de exportação da África Austral, eventualmente através dessas linhas de controle, controlando as rotas da maior parte do comércio exterior da África Austral.
Desde o início, ele viu um grande potencial nas exportações agrícolas da África do Sul. Seu pai havia empreendido a primeira exportação experimental de frutas quando jovem em 1841, carregando um navio com frutas secas para o mercado australiano. Percy, no entanto, estava profundamente interessado na possibilidade de usar a nova ciência da refrigeração para permitir que os produtos sul-africanos fossem enviados com sucesso aos enormes mercados consumidores europeus, abrindo-os para as exportações sul-africanas.
Tendo um estado de espírito científico, ele embarcou em um extenso processo de pesquisa e experimentos em técnicas de refrigeração para grandes embarcações. O resultado final foi que ele desenvolveu e trouxe novos métodos de refrigeração para permitir a primeira introdução bem-sucedida de frutas da África do Sul nos mercados europeu e de outros países. Em 31 de janeiro de 1892, quando o primeiro carregamento chegou à Grã-Bretanha, John X. Merriman, do Governo do Cabo, acompanhou-o para ver as caixas serem abertas, e quando as caixas foram abertas em perfeitas condições, o alívio e a alegria foram imensos. Os preços da terra no Cabo subiram imediatamente e um novo capítulo econômico foi aberto para o sul da África.
Ao mesmo tempo, ele estabeleceu a primeira organização de exportação de frutas da África Austral, com o objetivo de desenvolver e controlar as exportações agrícolas do Cabo. Embora isso tenha sido originalmente estabelecido como um sindicato com outros membros de sua família (particularmente seus irmãos William e John Molteno), ele logo compartilhou suas descobertas e influenciou muitas outras empresas de transporte a instalar câmaras de refrigeração em seus navios. No entanto, nas décadas seguintes, foram seus dois irmãos mais novos, Edward e Harry Molteno, que finalmente assumiram a maior parte da indústria de exportação de frutas do sul da África.
Consequentemente, ele é considerado o pioneiro da indústria sul-africana de exportação de frutas.

## Carreira política

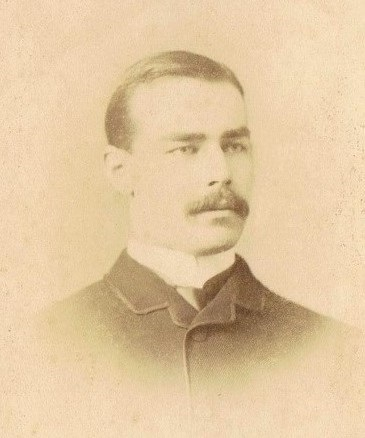
Molteno quando jovem

Molteno serviu como membro do Parlamento do Cabo no Reino Unido, onde passou a representar uma ala radical do Partido Liberal Britânico.
Originalmente, ele precisava se mudar para Londres para supervisionar sua vasta rede de linhas internacionais, mas permaneceu profundamente ligado ao sul da África. Seu amigo íntimo, o ativista John Tengo Jabavu, o chamou de "um verdadeiro filho do solo, e um patriota sul-africano que conheço e admiro". Ele também permaneceu intimamente envolvido em sua política, por meio de muitos membros influentes da família e também por sua amizade com quase todos os políticos e empresários sul-africanos mais poderosos.
Seus escritos e política foram guiados por dois temas principais: sua defesa por um governo independente e sua firme oposição à Guerra dos Bôeres. Essas opiniões fizeram dele uma figura divisora, tanto dentro como fora do Partido Liberal, do qual ele era membro: Winston Churchill uma vez recusou-se a comparecer a um jantar se ele estivesse junto.

### Oposição à Guerra dos Bôeres
Desde muito cedo, Molteno previu a natureza da próxima catástrofe e, através de sua correspondência com os principais políticos da época, procurou alertá-los e atacar "a ignorância oficial em lugares altos das realidades da África do Sul". À medida que a guerra se aproximava, ele investiu sua influência e fortuna no "partido da paz" minoritário (que agora incluía seus colegas "Onze Jan" Hofmeyr, Jacobus W. Sauer e John X. Merriman), e cortou as relações comerciais com Rhodes e outras figuras proeminentes, a quem ele via como instigadores. Ele também foi presidente do Comitê de Conciliação da África do Sul.

### Reconstrução pós-guerra
Nos anos que se seguiram à Guerra dos Bôeres, Molteno retirou-se do comércio marítimo e dedicou a si mesmo e sua fortuna restante aos esforços humanitários do pós-guerra na África do Sul.
Tendo retornado à África do Sul para ver o que ele poderia fazer para "salvar algo dos destroços" e ver onde as necessidades eram mais urgentes, Molteno viajou extensivamente pelo país devastado pela guerra, criando fundos de ajuda e até adotando órfãos de guerra. O grau de seu envolvimento surpreendeu até seus colegas liberais; como Catherine Courtney escreveu para ele em 1902: "Você parece gastar seu corpo, alma e fortuna como se a guerra estivesse apenas em sua consciência". Furioso com o uso de táticas de terra arrasada e campos de concentração por Lord Kitchener, ele também continuou o trabalho que havia iniciado durante o auge da guerra com Emily Hobhouse, expondo as atrocidades e criando instituições para a reabilitação de Boers sobreviventes.

## Vida posterior e trabalho humanitário
Desenvolvimentos após a União, como a ascensão do nacionalismo africâner e do Apartheid, levaram a sua desilusão com a política sul-africana e a sua crescente devoção a questões humanitárias, como o Fundo de Emergência de Viena, que ele iniciou em 1919.
Na África do Sul, ele apoiou publicamente e doou grandes somas de dinheiro para as atividades de captação de recursos de John Dube e do recém-nascido Congresso Nacional Africano. Além disso, ele mais tarde ofereceu seu nome e sua rede internacional de conexões para ajudar Dube e sua causa. Sol Plaatje foi outro nacionalista africano a receber seu apoio.
Molteno era um racionalista e um grande defensor dos esforços científicos (o Instituto Molteno foi sua investidura na Universidade de Cambridge em 1921). Seu trabalho científico foi principalmente focado na refrigeração e hidroeletricidade (ele projetou a usina hidrelétrica em Glen Lyon), mas tinha uma paixão pela biologia e era um estudante afiado de Darwin, Huxley e Herbert Spencer. Em suas crenças pessoais, ele era ateu e fundou a revista Common Sense, na qual pretendia que os escritores apresentassem artigos sobre questões controversas da época baseadas em razão, evidência e ética, em vez de em emoção e nacionalismo.
Ele também foi membro da Royal Horticultural Society, presidente da Corporação Imobiliária da África do Sul e fundador do Royal Institute of International Affairs, junto com Otto Beit e Edmond de Rothschild.
Um homem muito ostentoso que desprezava bajuladores, ele, durante toda a vida, recusou repetidamente títulos e honras, embora sua influência nos bastidores fosse imensa. Quando o primeiro-ministro Botha se recusou a participar da primeira Conferência Imperial em 1907 para discutir a União com o Reino Unido, foi um telegrama pessoal e não revelado de Molteno que levou Botha a Londres.
A família de Molteno é de origem italiana e, ao longo de sua vida, ele visitou a Itália por longos períodos. Ele era apegado à ilha da Sicília e, posteriormente, passou mais tempo lá. Ele morreu em 1937, aos 76 anos, em uma viagem a Zurique.